# Usina Hidrelétrica de Marimbondo
A Usina Hidrelétrica de Marimbondo é uma usina hidrelétrica brasileira, construída entre 1971 e 1977, que pertence a Furnas Centrais Elétricas, subsidiária da Centrais Elétricas Brasileiras.

## Características
Localizada no rio Grande, entre os municípios de Icém e Fronteira, é a segunda maior usina da empresa, com oito unidades geradoras fornecendo 180 megawatts cada (total 1.440),  a partir de um desnível máximo de 59,2m .
Segundo o Operador Nacional do Sistema Elétrico (ONS) o lago da Usina Hidrelétrica de Marimbondo é capaz de armazenar 2,72% do volume represável pelos reservatórios do Sistema Sudeste/Centro Oeste, o que representa 10,57% do armazenamento de água do sub-sistema do Rio Grande
O lago da Usina de Marimbondo causou o desaparecimento de uma das maiores belezas naturais do Brasil, a Cachoeira de Marimbondo.